# Mesocapromys nanus
Mesocapromys nanus é uma espécie de roedor da família Capromyidae. Endêmica de Cuba, onde é encontrada apenas nos pântanos de Ciénaga de Zapata, na Península de Zapata. Acredita-se que a espécie esteja extinta, pois não é vista desde 1937.